# 東周列国 戦国篇
『東周列国 戦国篇』（とうしゅうれっこく せんごくへん、簡体字中国語: 东周列国 战国篇）は、1997年の中国のテレビドラマ。全32話。

## 概要
中国では『三国志演義』と並び評される長編歴史小説『東周列国志』を基にした歴史大河ドラマ。『東周列国 春秋篇』に続いて中国中央電視台により製作された。

## あらすじ
紀元前5世紀、春秋時代末期の中原地方は戦乱の渦中にあり、現在の山西・河南・河北・内蒙古に広がる中原随一の国力を誇っていた晋も例外ではなかった。
晋の権力者である智氏・趙氏・魏氏・韓氏が手を組み、晋の重臣の范氏一族を殺害して国王をさしおき国の実権を握る。さらに四者の間で権力争いが始まり智氏は滅ぼされ、晋は趙氏・魏氏・韓氏が治める三晋となった。
秦・楚・斉・燕・趙・魏・韓の七雄が覇権を争う戦国時代が幕を開けた。

## スタッフ
- 製作総指揮：王楓
- 製作：于広華、劉宜勤、賈文増、胡恩、李培森
- プロデューサー：靳雨生
- 総監督：楊偉光
- 監督：閻建鋼
- 脚本：王培公、郭啓宏、欧陽逸冰
- 撮影：王永春
- 音楽：高爾棣

## 主題歌
- オープニング
『周南・関雎』
作詞：詩経より抜粋
歌：劉斌
- エンディング
『邶風・柏舟』（第一章）、『小雅・庭繚』（第二章）、『邶風・終風』（第三章）、『小雅・谷風』（第四章）
『邶風・谷風』（第五章）、『小雅・車攻』（第六章）、『王風・黍離』（第七章）、『邶風・式微』（第八章）
『鄭風・子衿』（第九章）、『小雅・採薇』（第十章）、『周南・関雎』（第十一章）
作詞：詩経より抜粋
作曲：瞿希賢、黎英海、顧淡如、生茂、張鋭、兪頻、方可傑、李申覚、周虹、劉森
歌：中国愛楽楽団合唱団、河南焦作馬村女子合唱団

## 日本語DVDタイトル
（ ）内は原題。
- 第1-3話 第1章 『決死の士豫譲 三晋（趙・魏・韓）誕生』 （死士豫譲）
- 第4･5話 第2章 『魏文侯と呉起 執念の策略家』 （魏宮驚夢）
- 第6･7話 第3章 『商鞅の変法 強法論者』 （商鞅変法）
- 第8･9話 第3章 『商鞅の変法 自説が生んだ悲劇』 （商鞅変法）
- 第10-12話 第4章 『孫臏と龐涓 盟友の裏切り』 （孫龐闘智）
- 第13-15話 第5章 『蘇秦と張儀 合従策と連衡策の対決』 （蘇張縦横）
- 第16-18話 第6章 『趙武霊王 胡服騎射』 （趙武霊王）
- 第19-21話 第7章 『楽毅 五カ国連合の総帥』 （田単復国）
- 第22-24話 第8章 『范雎 六国併合の遊説家』 （范雎逼仇）
- 第25･26話 第9章 『信陵君 戦国の四君』 （窃符救趙）
- 第27-29話 第10章 『秦始皇帝 奇貨居くべし -呂氏春秋-』 （呂氏春秋）
- 第30-32話 第11章 『秦始皇帝 始皇帝暗殺 -英雄荊軻-』 （荊軻刺秦）

## 登場人物・出演者

### 第1章 決死の士豫譲
豫譲：曹培昌
晋の六卿の一つである范家に仕える武士。
智伯：呂宗義
晋の六卿の一人。范家を滅ぼす。
趙襄子：郭連文
晋の六卿の一人。
仲娥：朱娜
范家の生き残り。

### 第2章 魏文侯と呉起
魏・文侯：高明
魏の君主。有能な人材を積極的に登用し魏を戦国時代最初の覇国へと押し上げた。
翟璜：樊志起
魏の将軍。
子夷：楊童舒
魏・文侯の夫人。
李悝：周啓勲
魏の国師。
呉起：張山
魏の将軍。

### 第3章 商鞅の変法
衛鞅：温海波
魏の宰相・公叔痤に引き取られ公子卬の学友となる。後に秦・孝公に用いられ商於の地を与えられたため商鞅と呼ばれる。
公叔痤：趙汝平
魏の宰相。
景監：王運庭
秦の宦官。
公子卬：安龍
魏の公子。
魏・恵王：郭立
魏の第3代君主。
秦・孝公：陳強
秦の第25代公。商鞅を登用する。
秦・太子駟：蔡明
秦の太子。
公子虔：趙汝平
秦の大夫で太子駟の教育係。太子駟をかばい左足切断の刑に処せられる。
樗里子：佟楽
太子駟の異母弟。

### 第4章 孫臏と龐涓
孫臏：温海涛
斉の兵法家。
龐涓：李顕剛
魏の将軍。
魏・恵王：温海涛
魏の第3代君主。
鬼谷子：孫傳中
龐涓と孫臏の師。蘇秦と張儀の師でもある。

### 第5章 蘇秦と張儀
蘇秦：高蘭村
鬼谷子の門下で張儀の兄弟子。六国連合の長となり印綬を得る。
張儀：林京来
鬼谷子の門下で蘇秦の弟弟子。秦・恵文王に仕え宰相になる。
秦・恵文王：周啓勲
秦の君主。商鞅を処刑し弁舌の士を遠ざけていたため蘇秦の『万言の策』に耳を傾けなかった。
靳尚：佟小虎
楚の中大夫。身分の低い鄭袖を親戚と偽り楚・懐王の妃にする。
鄭袖：王娜
楚・懐王の寵妃。
賈乙：徐福来
蘇秦の従者。身分を偽り蘇秦に変わって張儀を助ける。
文侯夫人：柏寒
燕・文侯の夫人。蘇秦を気に入り国王と引き合わせる。
燕・文侯：李冀明
燕の君主。蘇秦の進言を聞き入れ趙と同盟を結ぶ。
趙・粛侯：盛毅
趙の君主。燕の使者として訪れた蘇秦を宰相に取り立てる。紀元前333年、桓水の畔での盟約で六国連合の音頭を取った。
斉・宣王：徐行
斉の君主。
燕・易王：王明理
燕の君主。燕・文侯の子。
田文：張継平
斉の宰相。斉・宣王の甥。
魏・襄王：王懐文
魏の君主。
楚・懐王：袁洪啓
楚の君主。張儀に翻弄され藍田の戦いで大敗する。

### 第6章 趙武霊王
趙・武霊王：李洪涛
趙の君主。度重なる北方遊牧民・胡人からの侵略や台頭する秦に抗するため「胡服を着て馬上から射る」戦略を実行する。
公子何：趙燕国
武霊王の子。
呉娃：李静莉
武霊王の妃。公子何の母親。
肥義：孫傑
趙の将軍。
李兌：袁洪啓
趙の将軍。
田不礼：郭振明
趙の大臣。
趙成：李冀明
趙・粛侯の弟で武霊王の叔父。
公子章：王良波
武霊王の長男。
趙勝：霍明
武霊王の子で、公子何の異母弟。のちに平原君と呼ばれる。
秦・昭王：黄堅
秦の第28代君主。
趙去病：徐福来
武霊王と共に秦・昭王に謁見する。

### 第7章 楽毅
楽毅：杜志国
燕の将軍。
田単：蔣愷
斉の将軍。
燕・昭王：王運庭
燕の王。

### 第8章 范雎
范雎：許正廷
秦の宰相。
魏斉：馬書良
范雎の後に秦の宰相となる。
秦・昭襄王：黄堅
秦の王。
趙勝：張継平
趙の宰相。平原君と呼ばれる。
蔡沢：曹培昌
范雎の後に秦の宰相となる。

### 第9章 信陵君
信陵君：邢岷山
魏の公子。魏・安釐王の異母弟。
趙勝：邢兆林
趙の宰相。平原君と呼ばれる。
信陵夫人：呂彤冰
信陵君の妻。
晋鄙：楊洪涛
魏の将軍。
魏・安釐王：王懐文
魏の君主。
新垣衍：崔志剛
魏の将軍。
如姫：劉威葳
安釐王の愛妾。信陵君に父親の仇討ちをしてもらう。
侯嬴：王昕
魏の賢者。普段は門番をしている。
朱亥：王奕
肉屋の店主。信陵君の食客の一人になる。
平原夫人：徐静芝
平原君の妻。魏・安釐王の妹で信陵君の姉。

### 第10章 呂氏春秋
異人：王良波
秦の公子。
呂不韋：馬書良
衛国、陽翟（ようてき）の商人。
趙姫：馬書良
異人の妻。
趙・孝成王：李家麟
趙の君主。
安国君：郭立
秦の太子。
華陽夫人：鄧涛
安国君の寵妃。
秦・昭襄王：黄堅
秦の君主。
嬴政：林偉
異人の長男。

### 第11章 英雄荊軻
嬴政：郭涛
秦の君主。
荊軻：劉威
衛の剣士。
尉繚：許正廷
秦の大臣。
燕丹：紀元
燕の太子。
樊於期：李迎旗
秦の将軍。
斯妤：王雅琦
荊軻を慕う村娘。
田光：趙汝平
燕の俠客。
秦舞陽：李愛軍、侯岩松
燕の剣士。
高漸離：高蘭村
楽士。
趙高：徐福来
秦の宦官。

## DVD
- 日本版 『東周列国 戦国篇 全6巻 DVD-BOX』

発売元：中国映像、販売元：コニービデオ、2010年10月21日リリース
画面サイズ：4：3